# Victorins struikzanger
Victorins struikzanger (Cryptillas victorini; synoniem: Bradypterus victorini) is een zangvogel uit de familie Macrosphenidae. Deze vogel is genoemd naar zijn ontdekker, de Zweedse zoöloog Johan Fredrik Victorin (1831-1855).

## Verspreiding en leefgebied
Deze soort is endemisch in zuidelijk Zuid-Afrika.

## Status
De grootte van de populatie is niet gekwantificeerd maar de soort wordt omschreven als plaatselijk algemeen. Op de Rode lijst van de IUCN heeft deze soort de status niet bedreigd.